# Bianca Costa
Pour les articles homonymes, voir Costa.
Bianca Costa, née le 4 mars 1999 à Florianópolis (Brésil), est une chanteuse brésilienne active en France.
Elle se fait remarquer en 2020 sur les réseaux sociaux, avec son style unique : la bossa trap.
En 2022, son titre Ounana fait partie de la bande originale du jeu vidéo FIFA 23.

## Biographie

### Famille et enfance
Bianca Costa naît le 4 mars 1999, à Florianópolis, au Brésil, elle déménage au Portugal à 5 ans, et ensuite s'installe avec sa mère en France à l'âge de 10 ans. Elle grandit sans son père, parti alors qu'elle avait 4 ans.

### Influences musicales
Elle tient sa fibre musicale de son grand-père qui est lui même musicien et des chants d'églises qu'elle a appris au sein de sa famille très religieuse. Elle partage son histoire dans son single, Partout & nulle part. Elle dit : « Cette chanson est très importante pour moi. Non seulement j’y parle explicitement de mon enfance, mais surtout, c’est la première chanson que j’interprète exclusivement en français. »,

### Carrière
Bianca Costa a 18 ans lorsqu'elle signe avec le label Parlophone. Elle commence à se faire connaitre en 2020, au moment du confinement, en réalisant des covers baptisées les « Bossa Trap » sur les réseaux sociaux.
Le 8 octobre 2022, elle assure un concert aux côtés de Bigflo & Oli et Myd, au GP Explorer,.
En 2022, elle fait partie de la bande originale du jeu FIFA 23 avec le titre Ounana, aux côtés de Stromae ou encore Phoenix,,.
En 2022, elle fait six fois la première partie de la chanteuse Angèle. La même année, elle participe aux festival des Vieilles Charrues puis aux Francofolies en 2024.

## Discographie

### Singles
- 2020 : Mi Vida
- 2020 : Pablito
- 2021 : Shoota - Remix (feat. Lourena & Ebony)
- 2021 : Partout & nulle part
- 2021 : Historia (feat. Fally Ipupa)
- 2022 : Juliette
- 2022 : Falala (feat. Bolémvn)
- 2022 : Pegador (feat. Joyca)
- 2022 : Ounana
- 2022 : Cinderela (feat. Soso Maness & MC Pedrinho)
- 2023 : Olé Olé
- 2025 : Tout le quartier

### Apparitions
- 2021 : CKay - Skoin Skoin feat. Bianca Costa (sur l'EP Boyfriend)

- 2021 : Sneazzy - Blocka feat. Bianca Costa (sur l'EP 38°)
- 2021 : Chilla, Davinhor, Bianca Costa, Vicky R, Le Juiice - AHOO (issu du documentaire Reines, pour l'amour du rap sur CANAL+)
- 2022 : Amara - Très belle feat. Bianca Costa (sur la B.O du film Battle : Freestyle)
- 2022 : Shiva - Cellphone feat. Rhove & Bianca Costa (sur l'album Milano Demons)
- 2023 : Ghost Killer Track - Dans ma tête feat. Bianca Costa (sur l'album Que de l'amour)
- 2023 : Major Lazer - Koo Koo Fun feat. Bianca Costa, Tiwa Savage, DJ Maphorisa (sur l'EP Koo Koo Fun (Remixes))
- 2023 : Beendo Z, Bianca Costa - Double B (sur l'album De La Fontaine)

## Émissions de télévision
- 2021 : Reines, pour l'amour du rap (documentaire sur Canal +)[14]
- 2025 : Les Traîtres sur M6

## Distinctions
| Année | Récompenses      | Catégories                                     | Nomination | Résultat   |
| ----- | ---------------- | ---------------------------------------------- | ---------- | ---------- |
| 2022  | ForYouAwards     | Musique                                        | Elle-même  | Nomination |
| 2023  | Les Flammes      | La flamme de la révélation féminine de l'année | Elle-même  | Nomination |
| 2023  | NRJ Music Awards | Révélation Francophone de l'année              | Elle-même  | Nomination |
| 2024  | Les Flammes      | La flamme de la révélation féminine de l'année | Elle-même  | Nomination |